# Acanthus

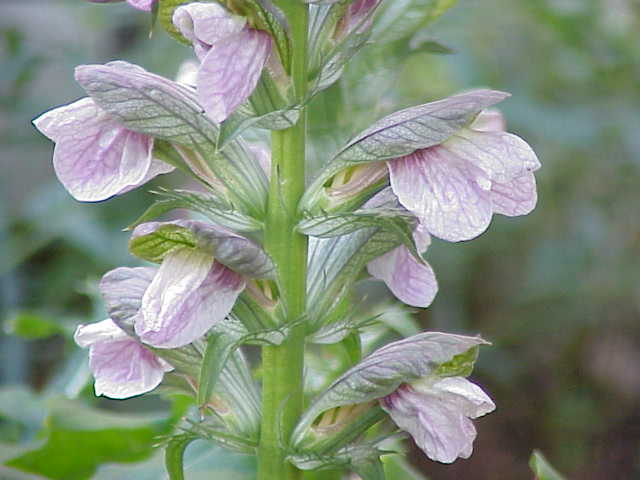
Acanthus hungaricus.

Acanthus L., segundo o Sistema APG II, é um gênero botânico da família Acanthaceae.

## Etimologia
O nome deste gênero herbáceo deriva do grego akantha, que significa espinho. Na mitologia grega, Acantha era uma ninfa desejada por Apolo. Ela, no entanto, não correspondia às expectativas amorosas da divindade. Para evitar as investidas de Apolo, Acantha o arranha no rosto. A atitude da ninfa faz com que o deus grego a castigue, transformando-a em uma planta de aspecto espinhoso.  

## Representação nas artes
Na arquitetura clássica, a planta Acanthus mollis inspirou a ornamentação das colunas no estilo coríntio e da ordem compósita. A planta também foi representada nos trabalhos do designer do século XIX William Morris.

## Sinonímia
- Cheilopsis. Moq.

## Espécies
| - Acanthus arborescens - Acanthus arboreus - Acanthus balcanicus - Acanthus barteri - Acanthus boissieri - Acanthus capensis - Acanthus carduaceus - Acanthus carduifolius - Acanthus caroli-alexandri - Acanthus caudatus - Acanthus ciliaris - Acanthus cristatus - Acanthus delilei - Acanthus dioscoridis - Acanthus doloarin - Acanthus dusenii - Acanthus ebracteatus - Acanthus edulis - Acanthus eminens - Acanthus flamandi - Acanthus flexicaulis - Acanthus furcatus - Acanthus gaed - Acanthus glaber - Acanthus glaucus - Acanthus glomeratus - Acanthus grandiflorus - Acanthus guineensis | - Acanthus hirsutus - Acanthus hispanicus - Acanthus humilis - Acanthus hungaricus - Acanthus ilicifolius - Acanthus imbricatus - Acanthus integrifolius - Acanthus kirkii - Acanthus latifolius - Acanthus latisepalus - Acanthus leucostachyus - Acanthus longibracteatus - Acanthus longifolius - Acanthus longipetiolatus - Acanthus lusitanicus - Acanthus macer - Acanthus maderaspatanus - Acanthus maderaspatensis - Acanthus mayaccanus - Acanthus mollis - Acanthus montanus - Acanthus mucronatus - Acanthus neoguineensis - Acanthus niger - Acanthus nitidus - Acanthus pectinatus - Acanthus perringi - Acanthus platyphyllus | - Acanthus polystachyus - Acanthus ponticus - Acanthus procumbens - Acanthus pubescens - Acanthus pungens - Acanthus raddei - Acanthus repandus - Acanthus repens - Acanthus rubens - Acanthus sennii - Acanthus sereti - Acanthus spathularis - Acanthus spinosissimus - Acanthus spinosus - Acanthus spinulosus - Acanthus straussii - Acanthus syriacus - Acanthus tetragonus - Acanthus ueleensis - Acanthus ugandensis - Acanthus vandermeireni - Acanthus verus - Acanthus villaeanus - Acanthus volubilis - Acanthus xiamenensis |

- Lista completa

## Classificação do gênero
| Sistema | Classificação                        | Referência               |
| ------- | ------------------------------------ | ------------------------ |
| Linné   | Classe Didynamia, ordem Angiospermia | Species plantarum (1753) |
| APG II  | Ordem Lamiales, família Acanthaceae  | APweb, versão 9, 2008    |